# 성당중학교 (대구)
성당중학교(聖堂中學校)는 대한민국 대구광역시 달서구 본리동에 있는 공립 중학교이다.

## 학교 연혁
- 1983년 11월 25일 : 충원중학교 설립 인가(30학급)
- 1984년 3월 1일 : 충원중학교 개교, 초대 석정길 교장 취임, 개교기념일(10월 16일)
- 1984년 3월 5일 : 신입생 입학식(10학급 644명)
- 1985년 3월 1일 : 성당중학교로 교명 변경
- 1987년 2월 12일 : 제1회 졸업생 배출(10학급 666명)
- 2012년 9월 17일 : 다목적교실 어울관 준공
- 2012년 12월 31일 : 인조잔디 운동장 완공
- 2019년 3월 1일 : 학교예술교육영역 정책 연구학교 운영(2019.3.1. ~ 2022.2.28.)
- 2019년 3월 1일 : 제15대 구성애 교장 부임
- 2021년 2월 5일 : 제35회 졸업식(6학급 124명, 졸업생 누계 12,106명)
- 2021년 3월 2일 : 제38회 신입생 입학(6학급 141명)

## 참고 자료
- 성당중학교 - 한국교육학술정보원 학교알리미